# Englewood (Colorado)
Englewood es una ciudad ubicada en el condado de Arapahoe en el estado estadounidense de Colorado. En el año 2000 tenía una población de 31 727 habitantes y una densidad poblacional de 1870,2 personas por km².

## Geografía
Englewood se encuentra ubicada en las coordenadas 39°38′49″N 104°59′31″O / 39.64694, -104.99194.

## Demografía
Según la Oficina del Censo en 2000 los ingresos medios por hogar en la localidad eran de $38.943, y los ingresos medios por familia eran $47.290. Los hombres tenían unos ingresos medios de $32.636 frente a los $28.480 para las mujeres. La renta per cápita para la localidad era de $20.904. Alrededor del 8,2% de la población estaban por debajo del umbral de pobreza.

## Gobierno
La Institución Correccional Federal, Englewood (FCI Englewood) de la Agencia Federal de Prisiones (BOP) tiene una dirección postal que dice "Littleton, Colorado" y un nombre de Englewood (Colorado), pero no está en proximidad a cualquier lugar.